# 四腺翻唇兰
四腺翻唇兰（学名：Hetaeria biloba）为兰科翻唇兰属下的一个种。

## 扩展阅读
- 維基物種上的相關：四腺翻唇兰